# Tossicia
Tossicia är en ort och kommun i provinsen Teramo i regionen Abruzzo i Italien. Kommunen hade 1 307 invånare (2018).